# Bashir Ahmad (Politiker)
Bashir Ahmad (* 12. Februar 1940 in Amritsar, Punjab, Indien; † 6. Februar 2009 in Glasgow, Schottland) war ein schottischer Politiker und Mitglied der Scottish National Party (SNP).

## Werdegang
Im Jahre 1961 wanderte Ahmad nach Schottland aus. Er arbeitete zunächst als Busfahrer und konnte sich dann erfolgreich als Geschäftsmann etablieren. Ahmad besaß verschiedene Läden, Restaurants sowie ein Hotel. Nach einem Treffen mit Alex Salmond 1995 gründete Ahmad die Gruppe Scots Asians for Independence. Dadurch wurde die SNP für Schotten asiatischer Abstammung attraktiver. So konnte auch die Behauptung, die SNP verfolge langfristig ähnliche Ziele wie die rechtsextreme British National Party, zerstreut werden.
Bei den schottischen Parlamentswahlen 1999 wurde Ahmad auf den neunten Rang auf der Regionalwahlliste der SNP für die Wahlregion Glasgow gesetzt. 2003 wurde er als erster asiatischer SNP-Politiker überhaupt in den Glasgower Stadtrat gewählt. Bei den Parlamentswahlen 2007 stand Ahmad erneut auf der Regionalwahlliste von Glasgow und errang als einer von vier Listenkandidaten der SNP in der Wahlregion einen Sitz im Parlament. Hierbei war er sowohl das erste Mitglied des schottischen Parlaments asiatischer Abstammung als auch der erste muslimische Abgeordnete. Bashir Ahmad verstarb am 6. Februar 2009 an den Folgen eines Herzinfarkts. Anne McLaughlin rückte als nächstplatzierte auf der Regionalwahlliste ohne Nachwahl in das schottische Parlament nach.